# Rh 503
Die Rh 503 ist eine einläufige, fremdangetriebene Maschinenkanone, entwickelt und 1987 vorgestellt vom deutschen Unternehmen Rheinmetall Defence.
Die Rh 503 ist die erste fremdangetriebene Maschinenkanone, die in Europa entwickelt wurde. Sie ist von der Bauart weder eine Chain Gun noch eine Revolverkanone. Bisherige Entwicklungen waren allesamt über den Gasdruck eigenangetrieben (Gasdrucklader). Durch den Fremdantrieb erhöht sich die Zuverlässigkeit der Schusswaffe, da nicht gezündete Patronen einfach ausgeworfen werden und die Waffe nicht blockiert wie bei den Gasdruckladern. Ein Nachteil eines solchen Konzeptes ist das etwas höhere Gesamtgewicht sowie die Abhängigkeit in der Energieversorgung von den Bordsystemen des Fahrzeuges oder Flugzeuges.
In der Basisversion verschießt die Rh 503 Munition des NATO-Kalibers 35 × 228 mm. Durch die Doppelkaliber-Bauweise kann das Waffensystem durch einen Rohrwechsel auch die 50-×-330-mm-Zylinderpatrone verschießen. Die gurtlose Munitionszuführung muss ebenfalls nicht geändert werden.
Vorgesehen war die Rh 503 für den Schützenpanzer Marder 2, der jedoch nicht gebaut wurde. Die Waffe wurde daraufhin für den Einbau in das Vorgängermodell Marder modifiziert. Ein Einbau in die Modelle der Bundeswehr erfolgte jedoch nicht.

## Technische Daten
- Typ: einläufige Doppelkaliber Maschinenkanone
- Funktion: Fremdantrieb

- Kaliber: 35 × 228 mm
  - Kadenz: 150–400 Schuss pro Minute
  - Gesamtlänge: 4731 mm
  - Gesamtbreite: 350 mm
  - Gesamthöhe: 482 mm
  - Gesamtgewicht: 575 kg
  - Rohrgewicht: 158 kg
  - Rückstoßkraft: 40 kN

- Kaliber: 50 × 330 mm
  - Kadenz: 150–400 Schuss pro Minute
  - Gesamtlänge: 5716 mm
  - Gesamtbreite: 350 mm
  - Gesamthöhe: 482 mm
  - Gesamtgewicht: 615 kg
  - Rohrgewicht: 175 kg
  - Rückstoßkraft: 65 kN